# Saint-Hyacinthe
Saint-Hyacinthe  [sɛ̃t‿ijasɛ̃t] ist eine Stadt im Südwesten der kanadischen Provinz Québec. Sie liegt in der Verwaltungsregion Montérégie rund 60 km östlich von Montreal. Saint-Hyacinthe ist der Verwaltungssitz der regionalen Grafschaftsgemeinde (municipalité régionale du comté) Les Maskoutains, hat eine Fläche von 188,97 km² und zählt 55.648 Einwohner (Stand: 2016).

## Geographie
Saint-Hyacinthe liegt beidseits des Rivière Yamaska, einem rechten Nebenfluss des Sankt-Lorenz-Stroms, wobei sich das Stadtzentrum am linken Flussufer befindet. Das Gelände ist überwiegend flach. Nachbargemeinden sind Saint-Barnabé-Sud im Norden, Saint-Simon im Nordosten, Saint-Liboire im Osten, Saint-Dominique im Südosten, Saint-Pie und Saint-Damase im Süden, Sainte-Marie-Madeleine im Südwesten sowie La Présentation im Westen.

## Geschichte
François-Pierre de Rigaud de Vaudreuil erhielt vom französischen König Louis XV. die Seigneurie Maska zugesprochen. Rigaud verkaufte das weitläufige Gebiet beidseits des Rivière Yamaska fünf Jahre später an Jacques-Hyacinthe-Simon Delorme. 1757 entstand eine Siedlung, benannt nach Delormes Namenspatron Hyazinth von Caesarea. 1849 erfolgte die Gründung der Zivilgemeinde. Da sie aufgrund des Eisenbahnbaus rasch wuchs, erhielt sie bereits 1857 den Stadtstatus. 1976 wurden La Providence, Saint-Joseph und Douville eingemeindet. Einen weiteren Wachstumsschub gab es 2001 mit der Eingemeindung von Sainte-Rosalie, Saint-Thomas-d’Aquin, Sainte-Rosalie, Saint-Hyacinthe-le-Confesseur und Notre-Dame-de-Saint-Hyacinthe.

## Bevölkerung
Gemäß der Volkszählung 2011 zählte Saint-Hyacinthe 53.236 Einwohner, was einer Bevölkerungsdichte von 282,1 Einw./km² entspricht. 94,9 % der Bevölkerung gaben Französisch als Hauptsprache an, der Anteil des Englischen betrug 0,8 %. Als zweisprachig (Französisch und Englisch) bezeichneten sich 0,4 %, auf andere Sprachen und Mehrfachantworten entfielen 3,9 %. Ausschließlich Französisch sprachen 72,3 %. Im Jahr 2001 waren 92,8 % der Bevölkerung römisch-katholisch, 1,9 % protestantisch und 3,9 % konfessionslos.

## Verkehr und Wirtschaft
Nördlich der Stadt verläuft die Autoroute 20, die Autobahn zwischen Montreal und Rivière-du-Loup. Im Stadtzentrum kreuzen sich zwei bedeutende Hauptstraßen, die Route 116 (Longueuil–Lévis) und die Route 137 (Saint-Denis-sur-Richelieu–Granby). Saint-Hyacinthe liegt an einer Eisenbahnlinie der Canadian National Railway; am Bahnhof halten mehrmals täglich VIA-Rail-Schnellzüge zwischen Montreal und Québec sowie dreimal wöchentlich Züge von Montreal nach Halifax und Gaspé. Der Busbetrieb CIT de la Vallée du Richelieu ist für den öffentlichen Nahverkehr zuständig; in den Hauptverkehrszeiten verkehren Busse nach Mont-Saint-Hilaire, wo Anschluss an die exo-Vorortszüge von und nach Montreal besteht.
Saint-Hyacinthe liegt inmitten der bedeutendsten Landwirtschaftsregion Québecs, weshalb die Lebensmittelindustrie eine wichtige Rolle spielt. Die Stadt ist Standort eines Technologieparks, der auf Lebensmittelforschung und Biotechnologie spezialisiert ist. Saint-Hyacinthe ist darüber hinaus Standort der veterinärmedizinischen Fakultät der Universität Montreal (einzige frankophone Einrichtung dieser Art in Nordamerika) sowie der staatlichen Forschungsanstalt für Lebensmitteltechnologie. Weitere bedeutende Unternehmen sind Casavant Frères (älteste heute noch bestehende Orgelbaufirma Nordamerikas) und der Finanzdienstleister Intact Financial (ursprünglich die kanadische Niederlassung der niederländischen ING Groep).

## Kultur und Sport
Das im Jahr 2006 eröffnete Centre des arts Juliette-Lassonde ist ein überregional bedeutendes Kulturzentrum mit zwei Sälen für 700 und 600 Zuschauer, die für eine Vielzahl von kulturellen Darbietungen genutzt werden können. Die jährlich im Juli/August stattfindende Expo de Saint-Hyacinthe ist die größte Landwirtschaftsmesse Québecs; sie zieht jeweils rund 200.000 Besucher an.
Das Eishockeystadion Stade Louis-Philippe-Gaucher besitzt eine Kapazität von 3.000 Zuschauern. Es war von 1989 bis 1995 Spielstätte der Laser de Saint-Hyacinthe in der Ligue de hockey junior majeur du Québec und von 2001 bis 2009 der Chiefs de Saint-Hyacinthe in der Ligue Nord-Américaine de Hockey.

## Sehenswürdigkeiten
Wahrzeichen der Stadt ist die 1880 erbaute Kathedrale Saint-Hyacinthe-le-Confesseur, der Sitz des römisch-katholischen Bistums Saint-Hyacinthe. Im Stadtzentrum stehen zahlreiche neugotische Gebäude aus dem späten 19. und frühen 20. Jahrhundert. Das 1894 erbaute Hauptpostamt ist als National Historic Site klassifiziert. Der Marché-Centre de Saint-Hyacinthe ist die älteste Markthalle Québecs, die noch dem ursprünglichen Zweck dient.

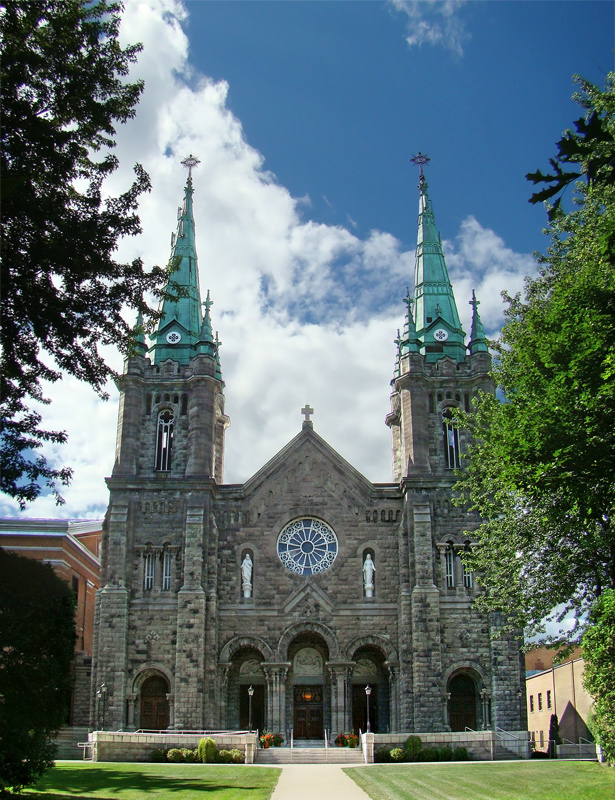
Kathedrale Saint-Hyacinthe
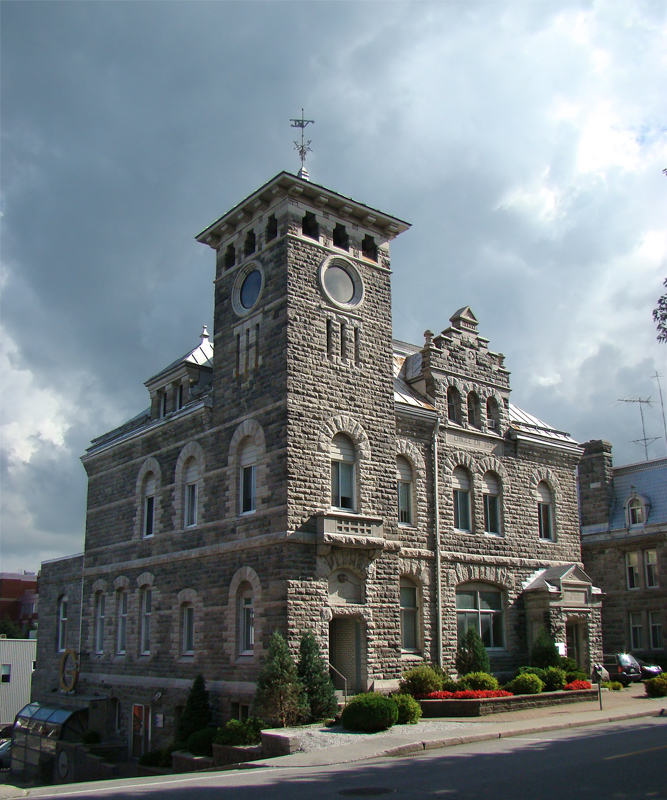
Postamt
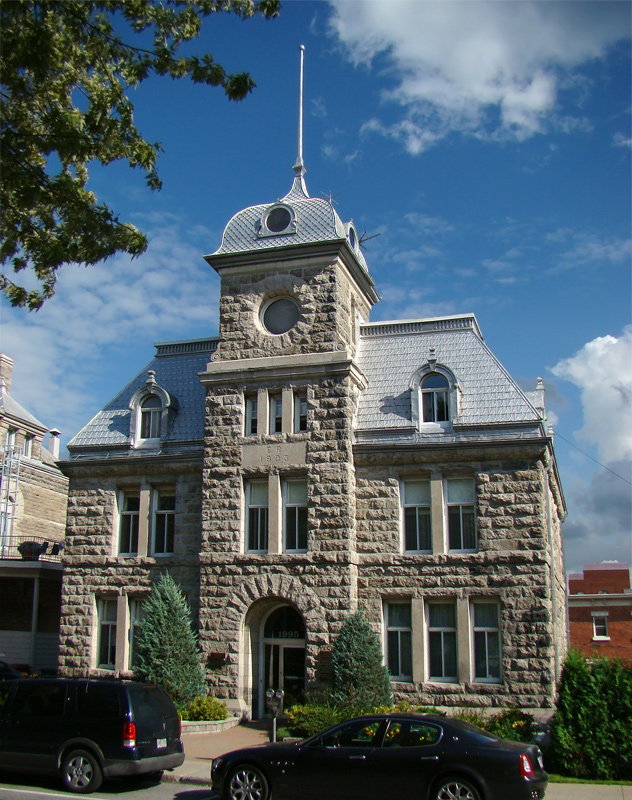
Ehemaliges Zollhaus

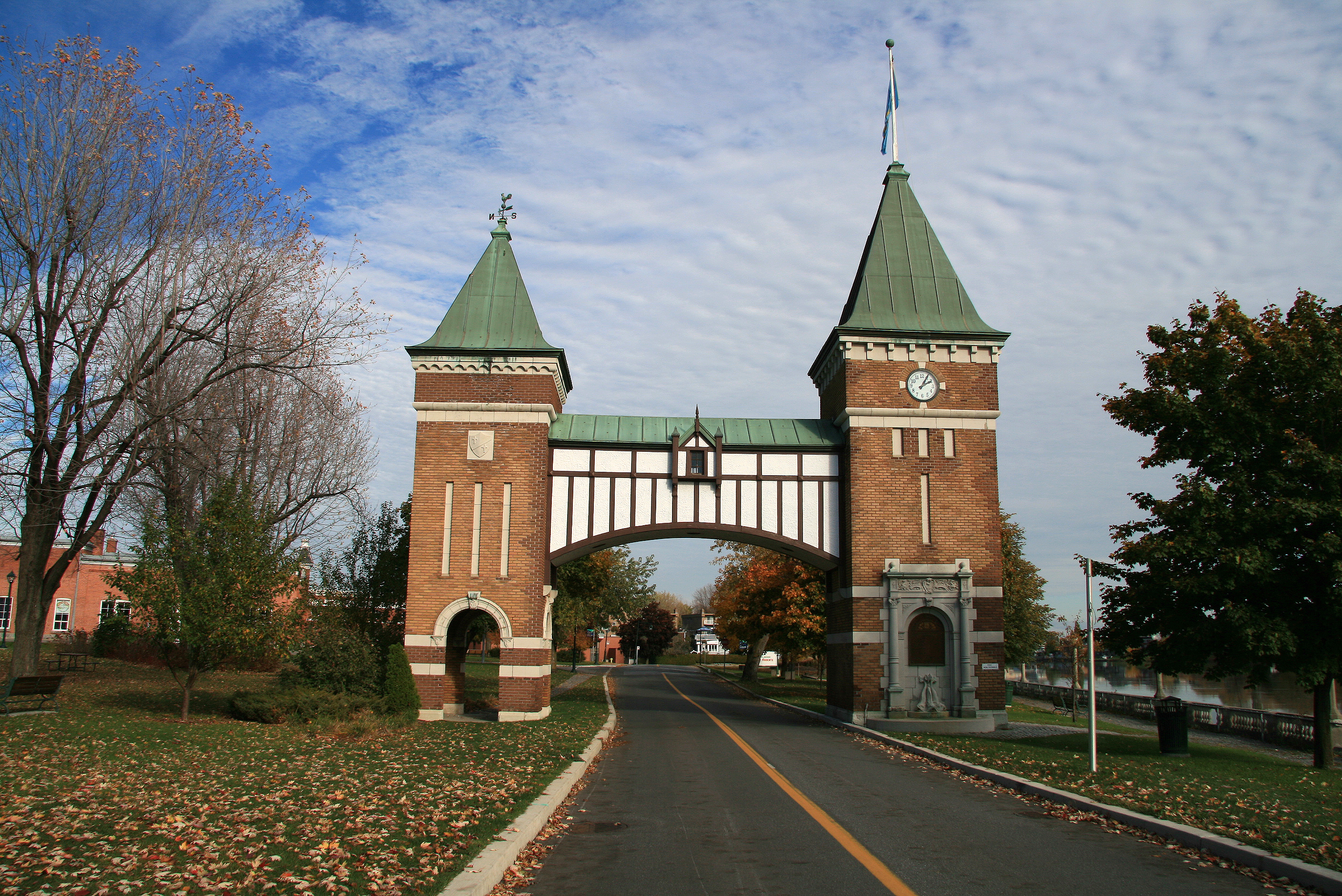
Portes des Anciens Maires
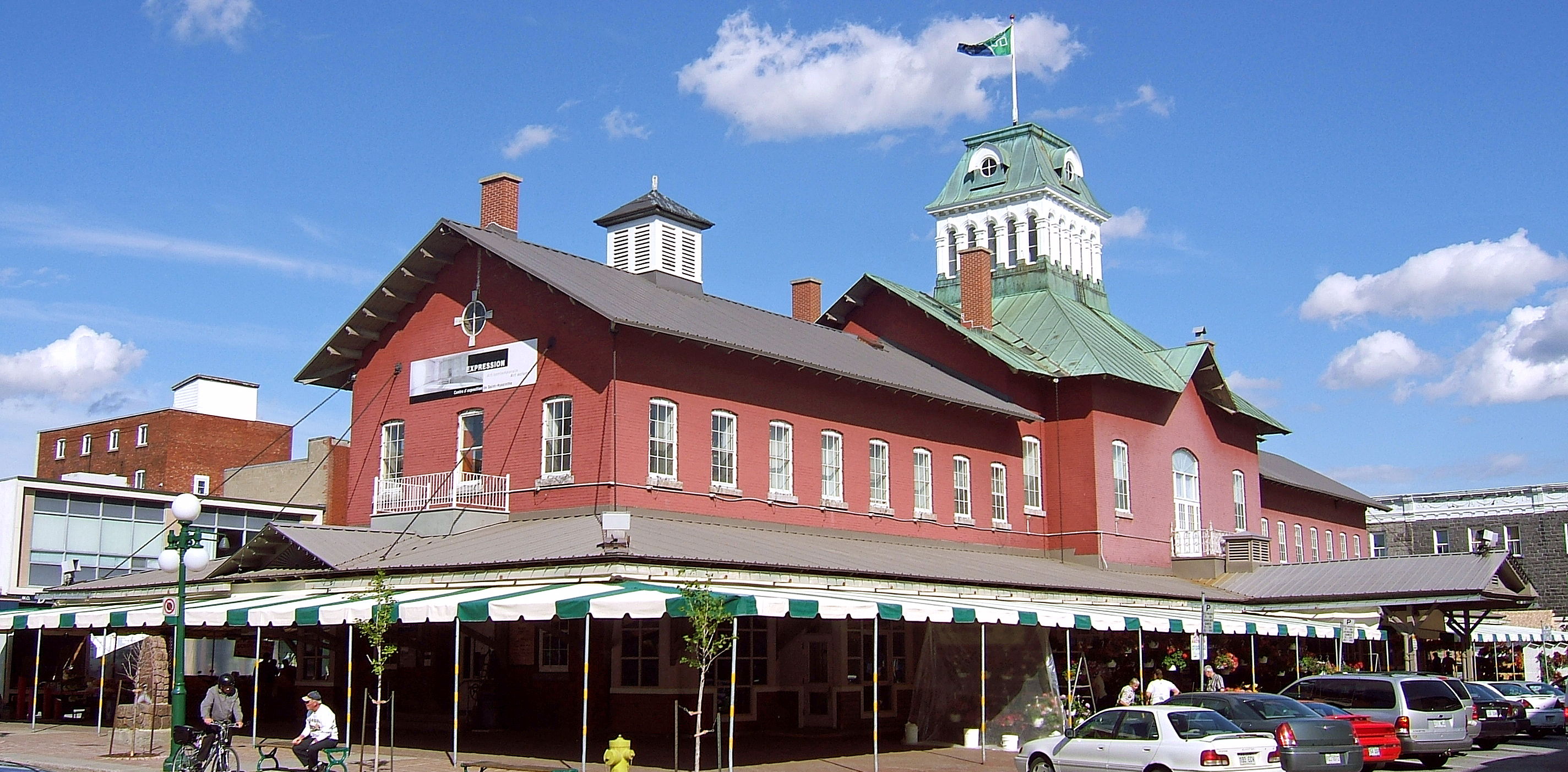
Markthalle Saint-Hyacinthe
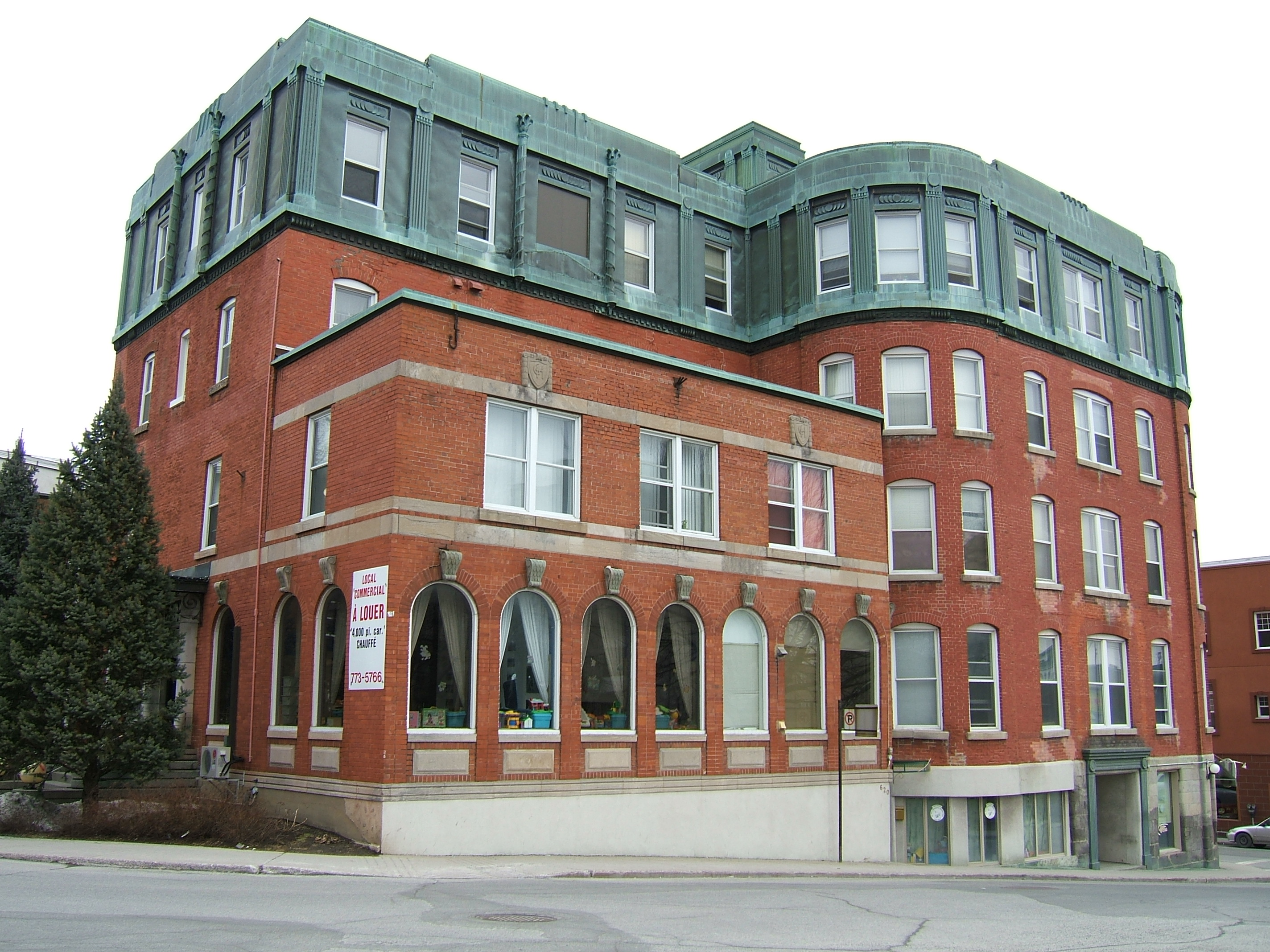
Château Maska

## Persönlichkeiten
- Marie Luc Arpin (* 1978), Wasserballspielerin
- Télesphore-Damien Bouchard (1881–1962), Politiker
- Marc-André Bourdon (* 1989), Eishockeyspieler
- Claver Casavant (1855–1933), Orgelbauer
- Joseph Casavant (1807–1874), Orgelbauer
- Louis Domingue (* 1992), Eishockeyspieler
- Denis DeJordy (* 1938), Eishockeyspieler und -trainer
- Pierre Gendron (1916–1984), Chemiker
- Gaspard Fauteux (1898–1963), Politiker
- Gérald Fauteux (1900–1980), Richter
- Bernard Lagacé (1930–2025), Organist, Cembalist und Musikpädagoge
- Gabrielle Lambert (* 1993), Fußballspielerin
- Claude Lamoureux (* 1962), römisch-katholischer Bischof von Gaspé
- Jules Martel (1905–1981), kanadischer Chorleiter, Musikwissenschaftler, -pädagoge und -historiker
- Raymond Poisson (* 1958), katholischer Bischof von Saint-Jérôme-Mont-Laurier
- Vincent Riendeau (* 1966), Eishockeyspieler und -trainer
- Sébastien Groulx (1974–2025), Gewichtheber
- David Savard (* 1990), Eishockeyspieler